# Direktion (Astrologie)
In der Astrologie versteht man unter Direktion (lat. directio: „ausrichten“, „Richtung“; dirigere: „leiten“, „führen“) die Technik einer Zeitbestimmung. Sie ist eine der wichtigsten Prognosetechniken für die Horoskopanalyse. „Die einzige Aufgabe der Direktionsberechnung ist die Zeitbestimmung der im Grundhoroskop angezeigten Ereignisse.“  Dabei geschieht mittels des gedachten Verschiebens einer Aspektstelle (Promissor) zu einer anderen (Signifikator) eine Ausrichtung, die nach den astrologischen Inhalten gedeutet wird. Das scheinbare Verschieben (Dirigieren) wird nach einem spezifischen, der Ereigniszeit entsprechenden Zeitschlüssel berechnet und als Direktionsbogen auf der Ekliptik oder dem Himmelsäquator in Graden abgetragen.
Die Vorhersage von Ereignissen durch sogenannte Direktionstechniken ist ein sehr komplexes, in ihrer historischen Entwicklung noch nicht genügend erforschtes Gebiet. In der Antike waren Primärdirektionen seit mindestens dem 2. Jahrhundert bekannt. Eine der frühesten Quellen findet sich bei Claudius Ptolemaeus im Tetrabiblos.

## Direktionen allgemein in ihrer Geschichte und Entwicklung
Der Astrologe Wilhelm Knappich erklärt die Primärdirektionen mit Analogien: „Aber neben der Weltseele gibt es auch eine Erdseele, die einer Flamme gleicht und die wie Tiere und Pflanzen ihren besonderen Instinkt, einen „instinctus geometricus“ habe, der die Konstellationen und Winkelstellungen im Kreis wahrnehmen kann. Die Erdseele habe auch ein Gedächtnis für die einzelnen Konfigurationen und den Lauf der Sonne im Tierkreis, ja sie selbst sei ein „potentieller Tierkreis“. Und alles, was von der Erdseele gesagt ist, gilt gleichermaßen für die menschliche Seele“. Auf diesem vitalen Vermögen und dem Gedächtnis der Seele für alle Sternstellungen beruhe die Möglichkeit des Geburtshoroskops und der Primärdirektionen, „da die Geburtskonstellationen in dem vitalen Vermögen der Seele zeitlebens fortleuchtet.“
Signifikator (= Bedeuter) ist ein stillstehend gedachter Ort im Horoskop, zu dem dirigiert (geführt) wird. Promissor (= Versprecher) ist der bewegt gedachte Ort, der zu dem stillstehenden Signifikator dirigiert wird. Signifikatoren können nach neuerer Tradition dabei jede Häuserspitze und jeder Planet sein. Promissoren können alle Häuserspitzen, Planeten, deren Aspektstellen und die Mondknoten sein. Auch Halbdistanzpunkte und Antiszien können als Promissoren wirksam sein.
In der älteren Astrologie des 15. bis 19. Jahrhunderts kommen meist der Aszendent, die Himmelsmitte, Sonne, Mond oder der so genannte Glückspunkt als Promissoren in Frage, die zum Signifikator (Bedeuter) geführt (dirigiert) werden. Die Entwicklung im Laufe der Jahrhunderte verfeinerte die Berechnung des Direktionsbogens. „Der Bogen, der bis zum Eintreten einer Direktion durchlaufen und auf dem Himmelsäquator als Differenz in Rektaszension gemessen wird, muss mittels eines Proportionalitätsfaktors, des Direktionsschlüssels, in Zeit umgerechnet werden, d. h., es wird berechnet, wann ein durch das Zusammentreffen der beiden Horoskopfaktoren bewirktes Ereignis eintreten wird. „Klassisch“ war der von Ptolemäus verwendete Direktionsschlüssel, nach dem 1° = 1 Lebensjahr gesetzt wurde, doch fanden im 16. Jahrhundert auch andere Umrechnungsfaktoren Verwendung, so beispielsweise die von Valentin Naboth vorgeschlagene mittlere tägliche Sonnenbewegung. Bei ihm entsprechen 59’8’’ einem Lebensjahr. Diese Rechenoperationen waren mit erheblichem Aufwand verbunden, ließen sich aber, wenn man bereit war, ungenauere Resultate in Kauf zu nehmen, mit einem Himmelsglobus leicht ausführen.“
Einige wesentliche Erkenntnisse für die Entwicklung und Verfeinerung der Direktionen fanden vor allem während der Zeit zwischen dem 15. und 17. Jahrhundert statt, als zunächst Regiomontanus im Jahr 1467 die Anweisungen des Ptolemaeus umzusetzen versuchte, indem die Himmelsräume mittels Positionskreisen geteilt wurden. Jean-Baptiste Morin, der diese Lehre aufgriff, führt dazu im 16. Buch seiner „Astrologia Gallica“ aus, „dass auch die Direktionsbewegung keine physisch-reale, sondern eine geometrisch gedachte Bewegung ist, die mittels der Projektion der geführten Himmelspunkte auf das Primum Mobile durchgeführt wird, weshalb die Eigenbewegung der Gestirne hier ganz außer Betracht bleibt. Daher verwirft Morin auch die von Kepler und der italienischen Schule gelehrten Sekundär-Direktionen.“
Im 17. Jahrhundert machte sich außerdem der Mathematiker Andreas Goldmayer um die Verbesserung der Horoskoptechnik und Direktionen verdient, „wobei er selbst bedeutenden Astrologen wie Johannes Kepler, Junctinus oder Gerolamo Cardano viele Rechenfehler nachwies. In 2 (deutsch geschriebenen) Schriften, dem „Directorum mathematicum“ (1657) und dem „Computus directionum Astronomicus“ (1658) reformierte er das ganze regiomontanische Direktionssystem und schuf neue „inventierte und calculirte Taffeln“, gegründet auf den „Satzcircul“, d. h. mittels einer neuen Art von Positionskreisen (sein Direktionssystem hat W. Koch im „Zenit“ 1930 ausführlich dargestellt).“

## Arten von Direktionen
Die Grundlage aller Arten von Direktionen ist, dass sich Aspekte eines „kleinen Zeitraums“ auf einen exakt durch die Methode zu errechnenden anderen in der Zukunft liegenden „größeren Zeitraum“ auswirken. Diese Analogie wird schon im Tanach in Ez 4,5  genannt:  „Ich will dir aber die Jahre ihrer Schuld auflegen, für jedes Jahr einen Tag, nämlich dreihundertneunzig Tage.“
Unterschieden werden Primärdirektionen, die sich auf die primäre Bewegung, also der Erdrotation um sich selbst beziehen, von Sekundärdirektionen, die sich auf die sekundäre Bewegung beziehen, das ist die Bewegung der Planeten im Jahresverlauf nach geozentrischem Weltbild. Beide gehen von der Analogie zwischen Tag und Jahr aus, indem die Nacht eine Entsprechung zum Winter hat, der Mittag eine Entsprechung zum Sommer. Indem die Sonne an einem Tag auf der Ekliptik aus geozentrischer Sicht ungefähr einen Grad weiterwandert, entspricht die Verschiebung um ein Grad in der Primärdirektion einem Jahr für die Ereigniszeit. In der Sekundärdirektion wird hingegen jeder Planet nach seiner eigenen Tagesgeschwindigkeit für die Entsprechung eines Jahres dirigiert, der Mond also z. B. um 12–14°, Pluto nur um wenige Bogenminuten.

## Primärdirektionen
Eine Primärdirektion geht grob auf den oben genannten Schlüssel: „1 Grad auf dem Zodiak von 360 Graden entspreche einem Jahr“ zurück.
Dabei kann in beide Richtungen dirigiert werden. Wird der Promissor in der Richtung der Tagesbewegung geführt (vom Aszendent zum Mittagspunkt zum Deszendent), so nennt man diese Richtung „direkte Direktion“. Wird der Promissor in Richtung der Tierkreiszeichenfolge zum Signifikator geführt, so wird diese umgekehrte Richtung als „konverse Direktion“ bezeichnet.
Primärdirektionen haben im Laufe der Geschichte verschiedene Verfeinerungen erfahren, die von einfacher Graddirektion auf der Ekliptik in der Antike bis hin zur äquatorialen Direktion unter der schiefen Aufsteigung (AO) unter der eigenen Polhöhe des Signifikators (s. u.) des 20. Jahrhunderts reichen.

### Verschiedene Schlüssel für die Bögen in der Primärdirektionsberechnung
Wie oben erwähnt, kann man die Entsprechung von 1° zu einem Jahr, die „Graddirektion“ genannt wird, durch Ersetzen durch den mittleren Sonnenbogen, den sogenannten Naibodschlüssel, verfeinern. Eine weitere gebräuchliche Art ist der individuelle Sonnenbogenschlüssel, der sich aus dem Sonnenbogen des Tages der betrachteten Radix errechnet. Direktionen nach diesem Schlüssel nennt man „Sonnenbogendirektion“. Es gibt außerdem individuelle Schlüssel, die man aufgrund von vergangenen Ereignissen bestimmt. Hier einige gebräuchliche Schlüssel:

### Äquatoriale und zodiakale Primärdirektionen

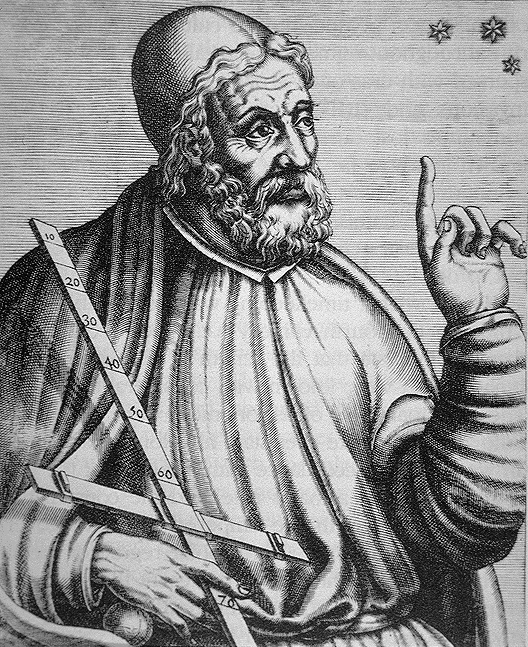
Claudius Ptolemaeus

Die genannten verschiedenen Schlüssel, nach denen der Promissor zum Signifikator geführt wird  – am weitesten ist der Naibodschlüssel verbreitet – finden Anwendung entweder auf der Ekliptik oder auf dem Himmelsäquator. Letztere heißen „Äquatoriale Direktionen“, erstere „Zodiakaldirektionen“. In der abendländischen wissenschaftlichen Astrologie (astrologia sana), die in Ptolemäus einen Ursprung und in Campanus, Regiomontanus, Placidus, Maginus, Kepler, Morin weitere Vertreter fand, kommen einzig die äquatorialen Direktionen in Frage.

### Primärdirektionen nach gerader und schiefer Aufsteigung
Gemeinhin werden äquatoriale Direktionen mit dem MC (medium coeli) als Signifikator nach der Rektaszension  (ascensio recta (AR)) berechnet, während die übrigen nach der schiefen Aufsteigung (ascensio obliqua (AO)) bzw. schiefen Absteigung (deszensio obliqua (DO)) vom Himmelsäquator auf die Ekliptik projiziert werden.

### Primärdirektionen nach verschiedenen Himmelsteilungen
Am meisten gebräuchlich sind seit Anfang des 20. Jahrhunderts die regiomontanische und die placidianische Auffassung eines Ortes im Horoskop als Signifikator, die je verschiedene Primärdirektionsberechnungen zur Folge haben.
1. Das System, das mit Proportionalteilen der Halb-(Tag- bzw. Nacht-)Bögen rechnet und das demgemäß der Zwischenhäuserteilung des Placidus entsprechen würde. Man könnte dieses System die „Ptolemäische“ oder vielleicht treffender noch die „Placidianische Methode“ nennen. Dieses System kann als das am weitesten verbreitete gelten.
2. Das System, das die Primär-Direktionen unter den Polen des jeweils im Aufstieg vorangehenden Direktionspartners berechnet, wobei dieser Partner einmal Signifikator, einmal Promissor sein kann, wird das „Regiomontanische“ genannt.
3. Das System, das die Primär-Direktionen nur unter den Polen der Signifikatoren gelten lässt, wobei unter dem Begriff „Signifikator“ stets der feststehend zu denkende mundane Radixort eines Planeten zu verstehen ist, bezeichnet das System, nach dem Morin de Villefrache arbeitete und das später Kühr weiterentwickelte.

### Placidianische Direktionen unter dem Pol des Signifikators (Methode Kühr)

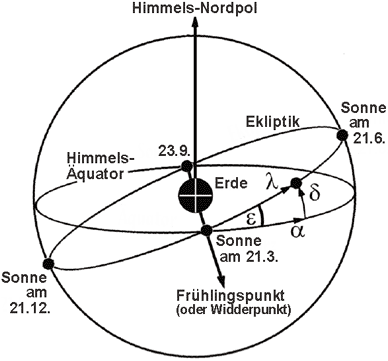
Beschreibung

Der Astrologe Erich Carl Kühr entwickelte in der ersten Hälfte des 20. Jahrhunderts nach dem Häusersystem des Placidus ein Direktionssystem, das nach dem Naibodschlüssel auf dem Äquator nach der schiefen Aufsteigung die Direktion in beide Richtungen berechnete, und zwar unter dem eigenen Pol des Signifikators. Dieses System findet praktische Anwendung in der astrologischen Prognose und Metagnose von Ereignissen, die mit den einfacheren Methoden nicht mehr berechnet werden können. Kühr fasst Direktionsbögen als Winkel auf, „die die Projektionspunkte der radikalen Orte von Signifikator und Promissor auf der Äquatorebene bilden.“
Kühr kam dabei auf den Gedanken, „diese circuli horarii in ihrer ersterwähnten Bedeutung als temporäre Meridiandistanzen nicht mehr als Teile einer Positionskurve aufzufassen, sondern jeden einzelnen, durch eine solche Kurve bestimmten Zeitpunkt wieder selbst zum Aszendenten zu machen“. Durch je 2 Punkte einer solchen Kurve, also dem Stern oder dem betreffenden Ekliptikpunkt selbst und dem Äquator markierten korrespondierenden Zeitpunkt, wird nun ein Großkreis gelegt, der den „wahren astrologischen Horizont dieses Sterns“ darstellt; dieser hat seine eigenen Nord- und Südpunkte, seinen eigenen Meridian, seine eigenen SA (d. i. der halbe Tag- oder Nachtbogen) unter dem eigenen Abstand vom Himmelspol. So ist also Kühr einen bedeutenden Schritt über Maginus und Placidus sowie über den englischen Astrologen Wilson, Wordsdale, Dr. Simmonite u. a., die „unter Pol des Signifikators“ dirigierten, hinausgegangen. Denn in der Methode des Placidus herrscht strenge Unterordnung aller Zwischenhäuserspitzen und Direktionsstellen unter dem gemeinsamen Horizont, weshalb auch Placidus den bloß geometrischen Ausdruck „Positionskreis“ durch den astrologischen Begriff „similitudo situum ad cardines“, d. h. Ähnlichkeit des Ortes in Bezug auf die Eckpunkte des Horizonts, kurz Eckpunktanalogie, ersetzt hat. Bei Kühr stehen wir aber sozusagen einem Bundesstaat von selbständigen Horizonten gegenüber, die nur durch die Proportionalität der gleichen Bewegung um den gleichen Himmelspol zusammengehalten werden.

## Sekundärdirektionen
Der Begriff „Sekundärdirektion“ wurde im 17. Jahrhundert von Placidus de Titis eingeführt. Grundlage ist wie bei der Primärdirektion die Entsprechung von Tag und Jahr, doch in Unterscheidung zu ihr, dass hier kein Bogen berechnet wird, sondern die tatsächlichen Himmelsbewegungen eines Tages als Maß für ein Jahr genommen werden.
„Das fortschreitende (progressive) Horoskop beruht auf der Annahme, dass die Konstellation eines jeden Tages einem Lebensjahr entspreche. So würde man beispielsweise aus dem Horoskop des 10. Tages nach der Geburt die Einflüsse der Sterne im 10. Lebensjahr herauslesen.“  Die Methode der Sekundärdirektion, die auch „Progression“ genannt wird, ist vorwiegend für die progressive Sonne und den Mond gebräuchlich.
Placidus selbst beschreibt die Sekundärdirektionen in seiner Physiomathematica wie folgt: „Unter Sekundärdirektionen verstehe ich jede Bewegung, die die Sterne selbst, gemäß den Daten der Ephemeriden in jenen Tagen nach der Geburt ausführen, in welchen die Vorherordnung der Lebensprinzipien nun mit ihren naturgemäßen Beihilfen (coeffectibus naturalibus) geschieht. Die Vorherordnung von Wärme und Feuchtigkeit erfolgt zunächst von den beiden Himmelslichtern, insoweit diese aber von den übrigen Planeten Aspekte empfangen, wird die Vorherordnung je nach der Natur der Planeten unterstützt und modifiziert.“